# Got to Be There
Got to Be There es el álbum de estudio debut del cantante estadounidense Michael Jackson. Fue lanzado el 24 de enero de 1972 por Motown Records. El álbum fue lanzado teniendo tan sólo 13 años. Alcanzó un éxito de ventas a ambos lados del océano Atlántico, como su siguiente disco, Ben.
El género del álbum es soul y alcanzó el top 14 de los más vendidos en los Estados Unidos de la música pop.
La canción que da título al disco es una balada, y su primer sencillo en solitario que llegó al número 4 de las listas de los Billboard Hot 100. «Rockin' Robin» sería otro éxito de este disco que llegó al 2. Este LP también fue éxito en Latinoamérica, especialmente en Venezuela.
El álbum vendió 4,1 millones de copias en todo el mundo y 3 millones de ellas en los Estados Unidos.
Tras un total de cuatro discos en solitario, Michael Jackson volvería con The Jackson 5.

## Información del álbum
La canción principal y "Rockin' Robin" se lanzaron como sencillos y tuvieron éxito comercial. Esos dos éxitos fueron consecutivos en el Hot 100 en el N.º 4 y 2, respectivamente, el 8 de abril de 1972. "I Wanna Be Where You Are" de Jackson alcanzó el N.º 27 en la lista de Estados Unidos el 24 de junio de 1972. El álbum incluía remakes de "Ain't No Sunshine" de Bill Withers, "You've Got a Friend" de Carole King y "Love Is Here and Now You're Gone" de The Supremes. En el Reino Unido, la versión de Jackson de "Ain't No Sunshine" fue el tercer sencillo del álbum; alcanzó el número 8 en las listas de ese país. Las canciones del álbum tienen un tempo que va desde los 74 beats por minuto en "Ain't No Sunshine" hasta los 170 en "Rockin' Robin".
El álbum fue arreglado por The Corporation, Eddy Manson, James Anthony Carmichael, Gene Page y Dave Blumberg. Berry Gordy fue el productor ejecutivo y Jim Britt fue acreditado por la fotografía.

## Recepción
El álbum debutó en la posición número 14 de la US Pop Albums Chart y de número 3 en la US R&B Album Chart. Fue certificado Oro por la RIAA y ha vendido aproximadamente 900 000 copias en los Estados Unidos.

## Desempeño comercial
Got to Be There alcanzó el puesto número 14 en la lista de álbumes pop de Billboard y el número 3 en los álbumes de R&B de Billboard cuando se lanzó. El 2 de agosto de 2013, el álbum fue certificado Oro por la Recording Industry Association of America (RIAA) por ventas de más de 500.000 copias. El álbum fue posteriormente remasterizado y reeditado en 2009 como parte de la compilación de 3 discos Hello World: The Motown Solo Collection. El álbum vendió más de 1,5 millones de copias en todo el mundo.

## Lista de canciones
| N.º | Título                                                                | Escritor(es)                                                                  | Duración |  |
| 1.  | «Ain't No Sunshine» (grabado en noviembre de 1971)                    | Bill Withers                                                                  | 4:09     |  |
| 2.  | «I Wanna Be Where You Are» (grabado en noviembre de 1971)             | Arthur "T-Boy" Ross, Leon Ware                                                | 3:00     |  |
| 3.  | «Girl Don't Take Your Love From Me» (grabado en noviembre de 1971)    | Willie Hutch                                                                  | 3:46     |  |
| 4.  | «In Our Small Way» (grabado en noviembre de 1971)                     | Beatrice Verdi, Christine Yarian                                              | 3:34     |  |
| 5.  | «Got to Be There» (grabado en junio–julio de 1971)                    | Elliot Willensky                                                              | 3:23     |  |
| 6.  | «Rockin' Robin» (grabado en octubre de 1971)                          | Leon René (bajo el seudónimo de "Jimmie Thomas")                              | 2:30     |  |
| 7.  | «Wings of My Love» (grabado en octubre de 1971)                       | The Corporation (Berry Gordy, Alphonso Mizell, Freddie Perren, Deke Richards) | 3:32     |  |
| 8.  | «Maria (You Were the Only One)» (grabado en julio–septiembre de 1971) | Lawrence Brown, Linda Glover, George Gordy, Allen Story                       | 3:41     |  |
| 9.  | «Love Is Here and Now You're Gone» (grabado en diciembre de 1971)     | Holland-Dozier-Holland (Brian Holland, Lamont Dozier, Edward Holland)         | 2:51     |  |
| 10. | «You've Got a Friend» (grabado en noviembre de 1971)                  | Carole King                                                                   | 4:45     |  |